# منابع انرژی جهانی
منابع انرژی جهانی (انگلیسی: World energy resources) به حداکثر ظرفیت تخمین زده شده برای تولید انرژی، با توجه به مجموع منابع انرژی موجود در زمین، اطلاق می‌گردد. این منابع به سوخت‌های سنگواره‌ای، سوخت‌های هسته‌ای و منابع تجدیدپذیر تقسیم می‌شوند.